# Bahnhof Hartmannshain
Der Bahnhof Hartmannshain war ein Anschlussbahnhof zwischen der heute als Oberwaldbahn bezeichneten Vogelsbergbahn (Bahnstrecke Bad Vilbel–Lauterbach (Hess) Nord ab Glauburg-Stockheim) und der Vogelsberger Südbahn (Bahnstrecke Wächtersbach–Hartmannshain).

## Geografische Lage
Der Bahnhof lag im Ortsteil Hartmannshain der osthessischen Gemeinde Grebenhain im Vogelsberg. Er lag am südöstlichen Ortsrand von Hartmannshain parallel zur heutigen Bundesstraße 275 auf dem Sattel zwischen der 733 m hohen Herchenhainer Höhe und dem 607 m hohen Weißen Stein. Senkrecht auf den Bahnhof stößt die L 3338 aus Richtung Schotten.
Der Bahnhof Hartmannshain war mit 572,45 m ü. NN der höchstgelegene Bahnhof des Großherzogtums Hessen.

## Geschichte

### Staatsbahnhof
Nach der ursprünglichen Planung der Bahnstrecke Gedern–Grebenhain-Crainfeld der damaligen Vogelsbergbahn hätte sie gar nicht über Hartmannshain, sondern über Völzberg geführt. Wegen der für den Bahnbau günstigeren Topografie wurde nach einer Überprüfung der Planung letztendlich aus Kostengründen die Trassenvariante über Hartmannshain gebaut. Der Bahnhof Hartmannshain wurde als dreigleisiger Durchgangsbahnhof zusammen mit der Strecke am 1. April 1906 eröffnet. Dieser Abschnitt verband den bereits 1888 eröffneten Streckenabschnitt von Stockheim nach Gedern im Süden und den 1901 eröffneten Streckenabschnitt von Grebenhain nach Lauterbach im Norden. Die Bahn war damit durchgehend befahrbar.
Noch vor dem Ersten Weltkrieg erhielt der Bahnhof ein mechanisches Stellwerk und die baulichen Anlagen wurden um ein Wohnhaus für den Bahnmeister am nördlichen Bahnhofskopf ergänzt.

### Kreisbahnhof
Zum Anschluss der Strecke Kleinbahnstrecke Birstein–Hartmannshain der Vogelsberger Südbahn AG wurde der Bahnhof ausgebaut. Diese neue Strecke ging fahrplanmäßig am 23. Dezember 1934 in Betrieb. Obwohl unmittelbar nebeneinander gelegen, handelte es sich betrieblich um zwei Bahnhöfe: Den Staatsbahnhof Hartmannshain und den Privatbahnhof Hartmannshain Kreisbf. Letzterer erhielt ebenfalls drei Bahnhofsgleise, so dass die Anlage nun sechs Gleise aufwies. Die Verbindungsweichen zwischen Klein- und Staatsbahn gehörten der Kleinbahn, wurden aber vom Fahrdienstleiter der Staatsbahn bedient. Die übrigen Weichen im Privatbahnhof Hartmannshain Kreisbf mussten von dessen Personal mit der Hand gestellt werden. Die beiden Bahnhöfe waren durch einen Zaun getrennt. Reisende, die die Kleinbahn benutzten, erhielten Fahrkarten und Gepäckservice durch die Beamten der Staatsbahn und mussten dann die Staatsbahngleise queren und ein Tor in dem Zaun durchschreiten, um die Kleinbahn zu erreichen: Für ein eigenes Empfangsgebäude hatte es bei der Kleinbahn finanziell nicht gereicht. Von der Staatsbahn wurde ein Lokschuppen aus zweiter Hand gekauft, nach Hartmannshain transloziert und an der östlichen Ausfahrt in Hartmannshain Kreisbf angeschlossen. Neben einer Werkstatt befanden sich in dem Gebäude auch zwei Übernachtungszimmer für Personal.

### Betrieb
Der Bahnhof Hartmannshain entwickelte sich zu einem wichtigen Bahnhof im Tourismus, da im Sommer von hier der Hohe Vogelsberg gut zu erreichen war und er im Winter das Skigebiet Herchenhainer Höhe erschloss. So verkehrten seit den 1920er Jahren für Ausflügler im Sommer planmäßig an Sonn- und Feiertagen beschleunigte Personenzüge und im Winter bei entsprechender Schneelage Sonderzüge für Skifahrer aus dem Rhein-Main-Gebiet nach Hartmannshain. Nach dem Zweiten Weltkrieg nahm die Deutsche Bundesbahn diese Tradition ab 1950 wieder auf.
Aber schon gegen Ende der 1950er Jahre begann das Verkehrsaufkommen auch im Bahnhof Hartmannshain durch die allgemeine Motorisierung zu sinken. Zum 28. September 1958 wurde der Streckenabschnitt der Kreisbahn Völzberg–Hartmannshain stillgelegt. Damit wurde Hartmannshain wieder zum Durchgangsbahnhof. Die Gleise wurden in der zweiten Jahreshälfte 1959 abgebaut, der Lokschuppen – letztes verbliebenes Zeugnis des Privatbahnbetriebs – 1967 abgerissen.
In den 1960er Jahren wurde der Betrieb auf der Strecke zunehmend ausgedünnt und vereinfacht. Der Bahnhof Hartmannshain wurde zu einer unbesetzten Zuglaufstelle. Am 28. September 1975 wurde zwischen Stockheim und Lauterbach der Personenverkehr eingestellt, der Güterverkehr zwischen dem Bahnhof Oberwald und Ober-Seemen zum nächsten Fahrplanwechsel am 29. Mai 1976. Damit war der Bahnhof Hartmannshain stillgelegt.

## Relikte
Das noch bestehende Empfangsgebäude des Bahnhofs ist Kulturdenkmal nach dem Hessischen Denkmalschutzgesetz. Es wurde zwischen 1933 und 1934 nach abgewandelten Plänen des Architekten Ludwig Hofmann errichtet.